# Sarothrura watersi
Sarothrura watersi là một loài chim, từng được xếp trong họ Rallidae, nhưng gần đây được xếp trong họ Sarothruridae.